# FK Rad
Fudbalski Klub Rad (serb.: Фудбалски Клуб Рад) – serbski klub piłkarski z Belgradu założony w 1958 r.

## Historia
Klub zaczął rozgrywki od najniższej ligi stopniowo awansując coraz wyżej. W latach 80. Rad wywalczył awans do jugosłowiańskiej I ligi. Największym sukcesem klubu było 4. miejsce w sezonie 1988/89, co pozwoliło drużynie zagrać w Pucharze UEFA. Tam nie sprostał on Olympiakosowi Pireus wygrywając u siebie 2:1 i przegrywając w Grecji 0:2.
Od momentu rozwiązania ligi jugosłowiańskiej i powstania serbskiej (choć oficjalnie dalej jugosłowiańskiej) w 1992 roku, Rad grał w niej nieprzerwanie do sezonu 2002/03. Obecnie klub również występuje w Srpska Liga Beograd.

## Kibice
Kibice Radu zrzeszają się w grupie "United Force". Są to jedni z najbardziej oddanych kibiców w Serbii. Mimo niewielkiej liczby są zawsze na meczach drużyny. Z drugiej strony są znani z bójek i częstych walk, wszczynanych na stadionach i poza nimi.

## Europejskie puchary
Legenda do wszystkich tabel:
- Q – runda eliminacyjna, 1/16, 1/8, 1/4, 1/2 – odpowiednia faza rozgrywek, Grupa – runda grupowa, 1r gr – pierwsza runda grupowa, 2r gr – druga runda grupowa, F – finał, R – runda, PO – play-off
- k. – rzuty karne, los. – losowanie, Dogr. – dogrywka, w. – zasada bramek strzelonych na wyjeździe

| Sezon   | Rozgrywki   | Runda | Przeciwnik       | Dom | Wyjazd | Ogólnie |
| ------- | ----------- | ----- | ---------------- | --- | ------ | ------- |
| 1989/90 | Puchar UEFA | 1R    | Olympiakos SFP   | 2–1 | 0–2    | 2–3     |
| 2011/12 | Liga Europy | 1Q    | Tre Penne        | 6–0 | 3–1    | 9–1     |
| 2011/12 | Liga Europy | 2Q    | Olympiakos Wolos | 0–1 | 1–1    | 1–2     |